# WTA 1000
De WTA 1000 is een categorie waaronder bepaalde toernooien van het WTA-tenniscircuit worden georganiseerd sinds 2021. Toernooien die onder deze categorie vallen, worden beschouwd als de belangrijkste toernooien na de grandslamtoernooien. De groep WTA 1000-toernooien werd samengesteld met de toernooien voorheen onderdeel van de WTA Premier Mandatory en WTA Premier Five. Deze voormalige categorieën werden vanaf het WTA-seizoen van 2009 gehanteerd tot en met het WTA-seizoen van 2020.
Vanaf 2021 omvatten WTA 1000-toernooien evenementen met prijzengeld vanaf ongeveer $ 1.000.000 tot meerdere miljoenen.

## Ranglijstpunten

### 2021 – 2023
De WTA-ranglijstpunten toegekend aan de winnaars van deze toernooien bedroegen 1.000 punten (voor de verplichte toernooien Indian Wells, Miami, Madrid, Rome vanaf 2023 en Peking) of 900 punten (voor de niet-verplichte toernooien Dubai/Doha, Rome t/m 2022, Canada, Cincinnati en Wuhan). De Chinese toernooien (Peking en Wuhan) zijn in 2020, 2021 en 2022 niet georganiseerd, eensdeels door de coronapandemie en anderendeels door het verdwijnen van Peng Shuai. In 2023 kwam wel het toernooi van Peking terug op de WTA-agenda, maar dat van Wuhan nog niet.

### 2024 – heden
Sinds 2024 krijgt een winnares van ieder WTA 1000-toernooi 1.000 ranglijstpunten. Daarmee is het verschil tussen verplichte en niet-verplichte toernooien naar de historie verwezen. In Azië is, naast Peking, ook Wuhan weer van de partij.

## Lijst van huidige WTA 1000-toernooien
Hieronder volgt een overzicht van alle toernooien en titelhoudsters in de categorie "WTA 1000" van de voorbije twaalf maanden.
| toernooi         | titelhoudster enkelspel | sinds      |         |
| ---------------- | ----------------------- | ---------- | ------- |
| WTA Peking       | Cori Gauff              | 2024-10-06 | details |
| WTA Wuhan        | Aryna Sabalenka         | 2024-10-13 | details |
| WTA Doha         | Amanda Anisimova        | 2025-02-15 | details |
| WTA Dubai        | Mirra Andrejeva         | 2025-02-22 | details |
| WTA Indian Wells | Mirra Andrejeva         | 2025-03-16 | details |
| WTA Miami        | Aryna Sabalenka         | 2025-03-29 | details |
| WTA Madrid       | Aryna Sabalenka         | 2025-05-03 | details |
| WTA Rome         | Jasmine Paolini         | 2025-05-17 | details |
| WTA Canada       | Victoria Mboko          | 2025-08-07 | details |
| WTA Cincinnati   | Iga Świątek             | 2025-08-18 | details |